# Vincent Lavoie
Vincent Lavoie (1977) è un ex sciatore alpino canadese.

## Biografia
Lavoie, originario di Longueuil, ottenne il primo podio in Nor-Am Cup il 21 dicembre 1997 a Sunday River in slalom gigante (2º). Esordì in Coppa del Mondo il 14 dicembre 1998 a Sestriere in slalom speciale, senza completare la prova, e ai successivi Mondiali di Vail/Beaver Creek 1999, suo esordio iridato, si classificò 33º sia nel supergigante sia nello slalom gigante.
Il 10 febbraio 2001 ottenne a Snowbasin in discesa libera l'ultimo podio in Nor-Am Cup (3º); ai Mondiali di Sankt Moritz 2003, suo congedo iridato, si classificò 29º nella discesa libera e 16º nel supergigante. In Coppa del Mondo ottenne il miglior piazzamento il 7 marzo 2004 a Kvitfjell in supergigante (20º) e prese per l'ultima volta il via il 13 gennaio 2007 a Wengen in discesa libera, senza completare la prova; si ritirò al termine della stagione 2007-2008 e la sua ultima gara fu uno slalom speciale FIS disputato il 29 marzo a Le Relais, non completato da Lavoie.

## Palmarès

### Coppa del Mondo
- Miglior piazzamento in classifica generale: 86º nel 2004

### Nor-Am Cup
- Miglior piazzamento in classifica generale: 7º nel 1999
- 9 podi (dati parziali, dalla stagione 1994-1995):
  - 2 secondi posti
  - 7 terzi posti

### Campionati canadesi
- 5 medaglie:
  - 2 ori (slalom gigante nel 1999; supergigante nel 2004)
  - 3 argenti (supergigante, slalom gigante nel 1998; discesa libera nel 2004)